# 2004 VY75
2004 VY75, também escrito como 2004 VY75, é um objeto transnetuniano que está localizado no Cinturão de Kuiper, uma região do Sistema Solar. Este corpo celeste é classificado como um cubewano. Ele possui uma magnitude absoluta de 6,9 e tem um diâmetro estimado com 183 km.

## Descoberta
2004 VY75 foi descoberto no dia 9 de novembro de 2004 pelo astrônomo Marc W. Buie.

## Órbita
A órbita de 2004 VY75 tem uma excentricidade de 0,078 e possui um semieixo maior de 45,532 UA. O seu periélio leva o mesmo a uma distância de 41,981 UA em relação ao Sol e seu afélio a 49,083 UA.